# Serenissimi

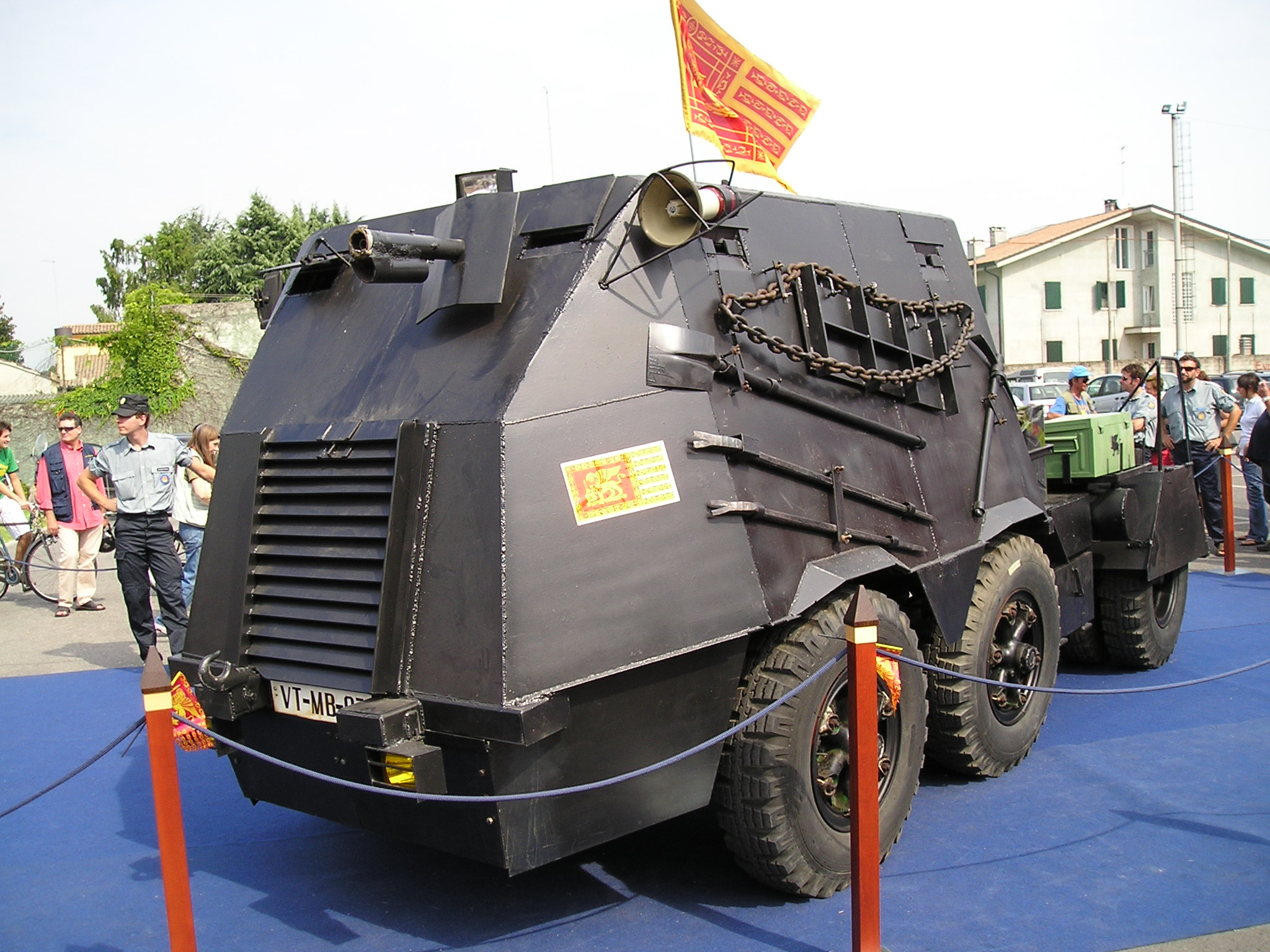
Tank utilisé lors de l'assaut de la place Saint-Marc et exposé lors de la Festa dei Veneti le 3 septembre 2006.

Pour les médias italiens, l'expression Serenissimi désigne le groupe indépendantiste Veneto Serenissimo Governo,. Dans la nuit du 8 au 9 mai 1997, neuf personnes prennent d'assaut la place Saint-Marc et le campanile de Saint-Marc pour hisser le drapeau de la république de Venise. Cet événement est notamment marqué par l'utilisation d'un char artisanal construit à partir de véhicules agricoles.
L'action vise à empêcher l'anniversaire du bicentenaire de la chute de la république sérénissime de Venise le 12 mai 1797 par les troupes napoléoniennes. Pour les indépendantistes, il s'agit autant de revenir sur le traité de Campo-Formio que sur le plébiscite de Venise de 1866.

## Déroulement des événements

### La nuit du 8 au 9 mai
Partis de Padoue le 8 mai à 22 heures, les huit hommes prennent la route de Venise. Arrivés à destination aux alentours de minuit, ils embarquent sur un traghetto ACTV pour rejoindre la place Saint-Marc. Armés de Berretta Mab 38, ils prennent possession de la place et quatre membres s'installent dans les étages supérieurs du campanile avec un émetteur radio déjà utilisé pour diffuser des messages sur la RAI. Les membres des Serenissimi appellent alors les Vénitiens à l'insurrection. L'objectif était de garder la position jusqu'à l'anniversaire de l'abdication du dernier doge de venise Ludovico Manin, le 12 mai.
Le maire de Venise, Massimo Cacciari, tente de mettre fin à l'entreprise indépendentiste avec des pourparlers. N'ayant aucun effet, à 8h15 les membres du Gruppo di intervento speciale sont dépêchés sur place pour mettre fin à la situation.

### Le procès
Les personnes arrêtées lors de l'intervention des carabiniers sont Gilberto Buson (46 ans), Cristian et Flavio Contin (23 et 55 ans), Antonio Barison , Luca Peroni (28 ans), Moreno Menini (20 ans), Fausto Faccia (30 ans) et Andrea Viviani (25 ans). Un neuvième membre est arrêté par la suite, il s'agit de Giuseppe « Bepin » Segato, considéré comme l'ambassadeur du groupe et ayant trouvé des documents invalidant la prise de position de 1866,.

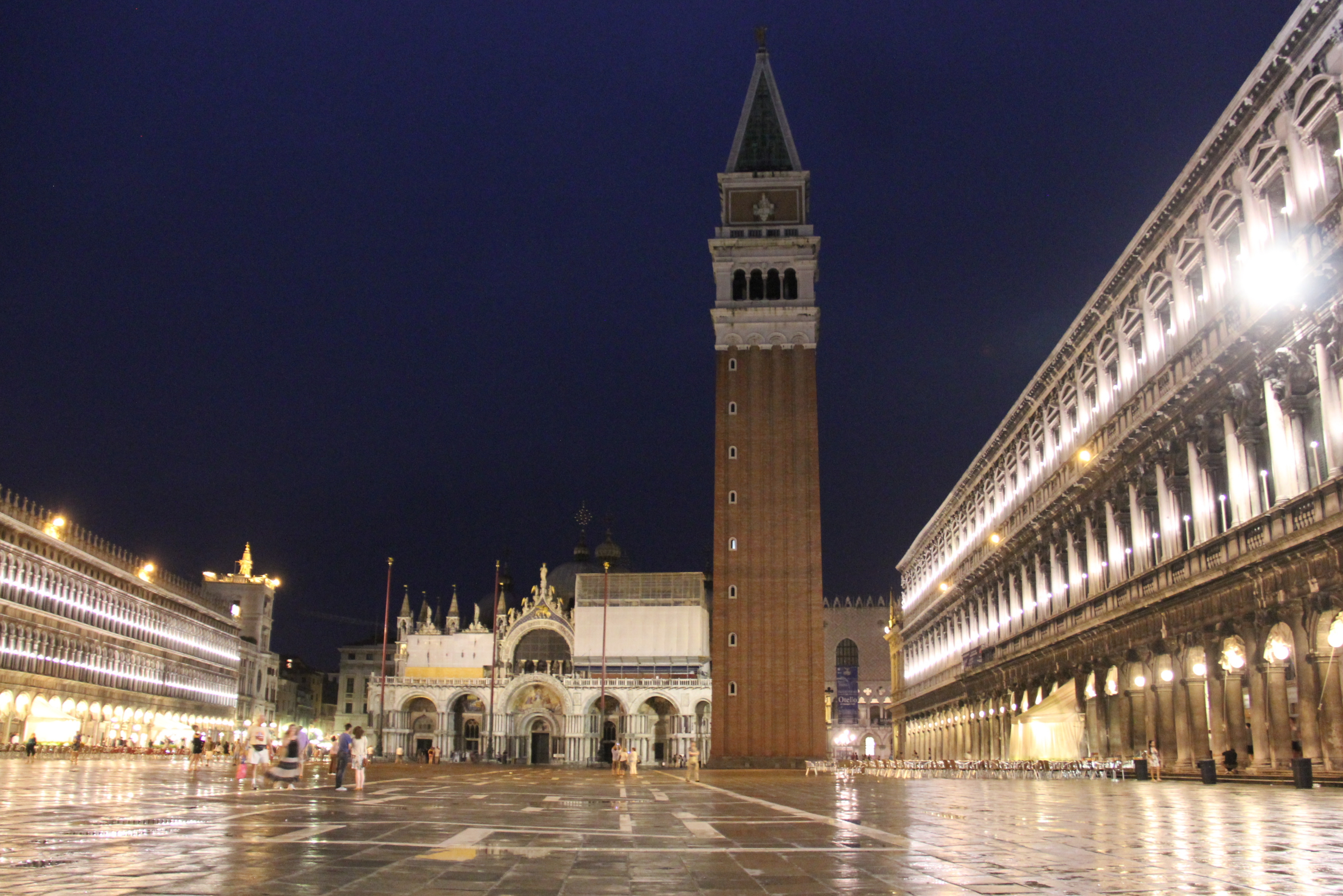
Place Saint-Marc de nuit.

Lors du procès, les accusés parlent de leurs actions comme d'une initiative dénuée de violences. Les chefs d'accusations sont notamment entreprise terroriste, et perturbation de l'ordre démocratique et des services publics (notamment les lignes d'Azienda Consorzio Trasporti Veneziano). Les peines sont les suivantes :
- Luigi Faccia : non présent lors de l'occupation de la place, il est considéré comme le président de Veneto Serenissimo Governo et est condamné à 5 ans et 3 mois de prison.
- Giuseppe « Bepin » Segato est condamné à 3 ans et 7 mois de prison[5].
- Flavio Contin, Fausto Faccia et Gilberto Buson sont condamnés à six ans de prison[9].
- Moreno Menini est relâché[9].
- Christian Contin, Luca Peroni et Andréa Viviani sont condamnés à quatre ans et neuf mois de résidence surveillée[9].

Dès 1999, la femme de Luigi Faccia demande une grâce pour son mari qui n'est pas validée.
En 2011, la Cour de cassation italienne casse les accusations les plus lourdes concernant l'entreprise terroriste, la perturbation de l'ordre démocratique et l'union nationale. Cette décision est prise parce que les moyens utilisés (tracteurs transformés en char et armes de la seconde guerre mondiale) ne constituaient pas un réel danger pour la démocratie italienne,.

## Implication politique
Alors que les membres des Serenessimi revendiquent une indépendance et une autodétermination des habitants de la Vénétie, cet événement n'est pas issu d'un parti politique pour une indépendance du nord de l'Italie (notamment la Ligue du Nord qui, le 26 mai 1997 organisa un référendum sur l'indépendance de la Padanie).

## Influences postérieures
Dans les années 2000, le tank est utilisé pour des fêtes régionales montrant un intérêt pour le nationalisme vénitien comme lors de la Festa dei Veneti (Fête des Vénitiens) à Cittadella en 2006.
En 2014, la police italienne arrête, à la suite d'écoutes téléphoniques, 22 personnes planifiant une attaque violente à l'aide de chars artisanaux et d'armes légères en provenance d'Albanie. Cette manifestation devait, comme en 1997 déclarer l'indépendance de la Vénétie. Parmi les personnes arrêtées, deux membres de l'équipe de 1997 et deux anciens parlementaires de la Lega Nord,,.
En octobre 2017, le référendum de la Lega Nord est perçu par Flavio Contin comme le « fils du Campanile ». De même, le président de la région Vénétie parle d'un fil reliant dans l'Histoire l'événement de 1997 et le scrutin de 2017. Concernant le même référendum, plusieurs Serenissimi se sont exprimés en faveur de l'indépendance.

## Référence culturelle
Dans le manga japonais Gunslinger Girl, une scène fait référence à l'épisode des Serenissimi avec une prise armée du Campanile.